# QuickTime
QuickTime (conhecido também como QT) é uma estrutura de suporte (framework) multimídia, marca registrada, desenvolvida pela Apple, Inc., capaz de manipular formatos de video digital, mídia clips, som, texto, animação, música e vários tipos de imagens panorâmicas interativas. A versão atual do software é 7.79.80.95 para Windows Vista e XP (Service Pack 2) e Macintoshes.
QuickTime é a ferramenta de extensão multimídia mais importante e número um, requerida,  indispensável, e não substituível, para qualquer interatividade dos programas de multimídia com os computadores da Apple, inclusive para o funcionamento correto do programa "iTunes", entre vários outros programas, assim como com os ´´hardwares´´ acopláveis, incluindo - mas não limitado a — o DVD player. Sem o QuickTime instalado estas funções não se executarão em um computador da Apple.
Mov é um formato multimídia utilizado para armazenar sequências de vídeo pelo software QuickTime (Mov é a extensão usada nos arquivos criados por default no QuickTime e sua abreviação refere-se à palavra movie = filme, em Português). Com o Quick Time para o Windows (da Apple Computer) é possível ver vídeos no Windows. Em algumas das novas versões de determinados browsers, com o uso de um plug-in instalado no sistema, podem-se ver vídeos directamente na janela do browser, sem ter que baixar o vídeo.
QuickTime 7 inclui recursos para exportar vídeo do computador diretamente para apresentação no iPod, Apple TV, e no iPhone.

## QuickTime 7.x
Quicktime 7 representa a maior mudança de estrutura para a linha do QuickTime desde sua primeira versão. Inicialmente lançado em 29 de Abril de 2005 junto com Mac OS X v10.4 (para a versão, 10.3.9, e 10.4.x), QuickTime 7.0 apresentava o seguinte:
- melhor desempenho com MPEG-4
- Codec H.264/MPEG-4 AVC
- Core graphic (Quartz) para desenhos na tela, permitindo recalcular tamanhos, ao vivo, e playback (execução) em um plano OpenGL
- Audio Core substituindo o predecessor, Sound Manager, oferecendo suporte a som com alta resolução[4]
- Suporte para uso de filtros de core image em Mac OS X v10.4 em video ao vivo, também conhecido por core video
- Suporte para animações de Compositor Quartz (.qtz)
- Suporte para distinta ordem de análise sintática e ordem de apresentação
- O QTKit - um framework cocoa para QuickTime

Depois de duas novas versões para Windows Apple lançou, no dia 7 de Setembro de 2005, a versão 7.0.2; a primeira versão estável para Windows 2000 e Windows XP. A versão 7.0.4 foi lançada no dia 10 de Janeiro de 2006 e foi a primeira versão binária universal. Mas, esta sofreu diversos problemas (bugs), incluindo transbordamento de dados, que é mais problemático para a maioria dos usuários.
No dia 11 de Julho de 2007, com o lançamento do QuickTime 7.2, a Apple dexou de oferecer suporte aos usuários de Windows 2000. A última versão disponível para Windows 2000, a versão 7.1.6, contém várias vunerabilidades de segurança.  Apple não indicou se eles vão oferecer alguma futura atualização para as versões desatualizadas.. QuickTime 7.2 é a primeira versão para o Windows Vista.
Apple abandonou suporte para conteúdos Flash no QuickTime 7.3, terminando com os conteúdos que dependiam em tecnologia do Flash para interatividade, ou trilhas de animação. Parte da decisão foi a preocupação da Apple com segurança.
Para usuários do Mac OS interessados em continuar executando arquivos Flash em QuickTime, assim também como arquivos do Windows Media Player (wma/wmv) a Perian.org desenvolveu uma codec que permite a execução não somente desses dois tipos de arquivos (extensões), mas diversos diferentes tipos de extensões, facilitando a execução de diversos arquivos em um só programa de mídia (QuickTime).
Em QuickTime 7.3, é necessário um processador que oferece suporte a SSE (extensões SIMD de streaming). QuickTime 7.4 não requer SSE. Diferentemente das versões 7.2 e 7.3, QuickTime 7.4 recusa sua instalação em sistemas Windows XP SP1 (o instalador procura se o Service Pack 2 está instalado).
QuickTime 7.5 foi lançado no dia 9 de Junho de 2008.

### QuickTime X
QuickTime X (pronunciado "QuickTime dez")  é a nova versão do QuickTime. Esta versão foi anunciada na Conferência Mundial de Desenvolvedores da Apple em San Francisco, no dia 8 de Junho de 2009. Ela começou a ser distribuída com o sistema operacional Mac OS X v10.6 em meados de 2009.
A versão X vai ser desenvolvida em tecnologia de mídia usada pela primeira vez em sistema operacional de iPhones e oferecerá suporte a codecs modernas e execução de mídia mais eficientemente.

## QuickTime Pro
O QuickTime é um programa extremamente poderoso quando expandido para a versão QuickTime Pro. O QuickTime Pro permite execuções de recursos adicionais, tais como a criação e edição de áudio e vídeo.